# Час — найпростіша річ
«Час — найпростіша річ» (англ. Time is the Simplest Thing) — науково-фантастичний роман американського письменника-фантаста Кліффорда Сімака, вперше опублікований в 1961 році. В романі описується майбутня Земля, в якій деякі люди отримали паранормальні здібності. Науковий підхід до цього дозволив людям досліджувати віддалені точки всесвіту, і знаходити там нові технології, за допомогою яких можна полегшити життя людей. Але між звичайними людьми і так званими «пара-психами» відносини зовсім не дружні.
Роман номінувався на премію «Г'юго» в 1962 році, але програв роману Роберта Гайнлайна «Чужинець на чужій землі».

## Анотація
У близькому майбутньому люди почали досліджувати космос завдяки «паракінетикам» — людям з паранормальними здібностями: левітації, телепортуванню, умінню читати думки інших. Все, за що у Середньовіччі спалювали на вогнищі, тепер вважається особливим талантом. Глобальна корпорація «Фішгук» (англ. FishHook) відправляє найздібніших у космос — і вони привозять фантастичні розробки з далеких планет. Один із космічних мандрівників — Шеферд Блейн — зустрів на іншій планеті дивовижну істоту, яка запропонувала йому обмінятися розумами. Нові знання можуть змінити світ. Тепер на Землі на Блейна полює не лише «Фішгук» …

## Сюжет
Шепард Блейн — дослідник космосу з «Фішгука», далеких планет він досягає за допомогою «зоряної машини» — пристрою, що посилює паранормальні здібності в паракінетиків. В космос вирушає тільки розум людини, саме тіло залишається на Землі. Час перебування поза Землею обмежений, щоб дослідники завжди повертались. «Фішгук» єдина компанія, яка володіє «зоряними машинами» і може відправляти розуми людей в космос, при цьому з далеких планет збирають інформацію про нові технології і ідеї. «Фішгук» реалізує ці ідеї на виробництві, і продає товар в своїх магазинах. Оскільки в США присутній великий рух проти «пара-психів», офіс «Фішгука» розташований у місті паракінетиків на півночі Мексики.
Під час однієї місії Блейн натикається на Істоту — величеньке створіння рожевого кольору, що теж володіло телепатією. В результаті короткого контакту Істота обмінюється розумами з Блейном і по суті поселяється в нього в голові. Відразу після обміну час Блейна поза Землею закінчується і його викидає на Землю, разом з Істотою в нього в голові. Трохи відійшовши від шоку, він пригадує слова свого колеги — Годфрі Стоуна, який таємниче зник, перед тим подзвонивши Блейну. Стоун попередив, що якщо коли-небудь повернешся з космосу інакшим, то відразу тікай.
Тому доки «Фішгук» не розкодував дані з його подорожі, Блейн вирішує тікати. По дорозі його ненадовго затримує начальник охорони Кірбі Ренд, але він встигає вийти з будівлі вчасно. Він наскакує на Фредді Бейтса, який запрошує на вечірку. На вечірці Блейн зустрічає давню знайому — журналістку Гаррієт Квімблі, яка признається в тому що вона теж телепат і знає що «Фішгук» полює на нього. Гаррієт має план як допомогти Блейну, але Фредді Бейтс виявляється агентом. В цей момент Істота бере контроль над Блейном і якимось чином сповільнивши час тікає. Разом з Гаррієт вони добираються до США, і зупиняються в невеликому містечку.
Місцеві за наводкою місцевої відьми дізнаються що герої паракінетики, і хочуть зашкодити. Гаррієт тікає, а Блейна закриває в камері місцевий шериф. В неволі до нього навідується отець Фленаган з яким Блейн має цікаву розмову про сутність віри і паранормальне. Вечором натовп, хоче повісити Блейна, і шериф не може допомогти. Проте Істота знову проводить маніпуляції з часом і Блейн залишається живим. Добравшись до шосе він зустрічає Бака Райлі — водія вантажівки, що їде до Південної Дакоти, де має чекати Гаррієт. Блейн пропонує допомогу Райлі, і вони їдуть разом. По дорозі вони натикаються на підлітків паракінетиків, які розважаються левітуючи навкруги, Райлі з переляку намагається перестріляти їх, але Блейн зупиняє його. Одна з паракінетиків — Аніта Ендрюс, розповідає, що недалеко є містечко Гамільтон в якому живуть лише паракінетики, і там Блейну можуть допомогти. Райлі кидає Блейна на наступній зупинці, і Блейн змушений спати в лісі.
В цей час Істота починає спілкуватись з Блейном, і відкриває йому деякі таємниці часу і простору, по суті стаючи з Блейном одним цілим. В цей час Блейн непритомніє, і прокидається в лікарні. Разом з ним в палаті лежить повністю забинтований чоловік, яким виявляється Райлі, що потрапив в аварію. Райлі згодом помирає сказавши Блейну шукати якогось Фінна. Єдиний чоловік з таким прізвищем, якого пригадує Блейн — Ламберт Фінн, працівник «Фішгука» який теж зник, після того як повернувся з космосу з порушенням психіки. Невдовзі до лікарні приїжджає Гаррієт разом з Годфрі Стоуном і забирають Блейна.
Як виявилось, для людей що зустріли в космосі щось надзвичайне, «Фішгук» приготував ізольований курорт з усім, що може побажати чоловік. Це зроблено для того, що б ніхто не міг закинути «Фішгуку», що по планеті ходять люди з часткою інопланетних істот. Годфрі Стоун і Ламберт Фінн були на тому курорті і їм обом вдалось втекти. Ламберт Фінн побачив в космосі щось жахливе, ця зустріч переконала його в тому, що з космосу на Землю може прийти тільки чисте зло. Тому Фінн почав збирати навколо себе людей для знищення паракінетиків (і не тільки тих, які працюють на «Фішгук»), і хоче почати масове заворушення. Для посилення свого впливу, Фінн якимось чином викрадає «зоряну машину», яку в своїй вантажівці і перевозив Райлі. Стоун в свою ж чергу хоче закінчити монополію «Фішгука» і зробити паракінетиків «загальним благом» всіх людей. Блейн, Стоун і Квімблі їдуть в Бельмот, де Фінн має презентувавати «зоряну машину» і схилити людей проти паракінетиків.
Прибувши в Бельмонт, Блейн і Гаррієт йдуть в бар поговорити, а в той час Стоуна вбивають і хтось викликає поліцію з метою скомпрементувати Блейна. На допомогу приходить Аніта, яка разом з друзями забирає тіло Стоуна. Блейн дізнається де знаходиться «зоряна машина», і за допомогою маніпуляцій з часом відправляє її в небуття, але його ловить Кірбі Ренд, і закриває в місцевому магазині «Фішгука». Проте за допомогою Істоти Блейн знову тікає, і вирушає до Фінна, з яким обмінюється розумами. Фінн розуміє що помилявся і закінчує життя самогубством. Блейн вже знає, що Фінн таємно підбурював паракінетиків до того, що б вони в ніч на Хелловін почали творити заворушення.
Блейн вирішує вирушити до Гамільтона до паракінетиків, щоб відмовити їх від цього, а також пошукати допомоги в розповсюдженні повідомлення про відміну заворушень. В Гамільтоні обіцяють допомогти, але відмовляють йому в проживанні в них. З міста він вирушає на каное, але через завірюху перевертається і опиняється на річковому острові. Замерзаючи він ще раз заглиблюється в розум Істоти, і знаходить вихід для всіх паракінетиків, а саме можливість не лише ментально, а і фізично подорожувати на величезні відстані в космосі. Він знаходить планету придатну до життя, де і відігрівається. Повернувшись на Землю Блейн вирішує поділитись з усіма паракінетиками своїм способом, для того, що б вони почали жити на іншій планеті, і втекли від майбутнього полювання на відьом.

### Основні персонажі
- Шепард Блейн — головний герой твору, від його імені ведеться розповідь. Психокінетик, працював на корпорацію «Фішгук», після контакту з позаземним життям був змушений тікати.
- Істота — позаземне життя на віддаленій планеті, існувало вже близько мільйона років до подій роману. Має здатність до обміну розумами, таким чином збирає інформацію про всесвіт.
- Ламберт Фінн — психокінетик, що працював на «Фішгук». Під час однієї з подорожей наткнувся на щось жахливе, і вирішив «врятувати» людство, завадивши йому подорожувати в космос.
- Годфрі Стоун — психокінетик. що працював на «Фішгук». Під час однієї подорожі побачив ідеальне утопічне суспільство, після подорожі зник.
- Гаррієт Квімблі — журналістка, знайома Шепарда. Теж володіє психокінетичними здібностями, але приховує їх. Разом з Годфрі Стоуном виступають проти руху Фінна та монополії «Фішгука».
- Бак Райлі — простий водій вантажівки, віз «зоряну машину» для Фінна. Також допомагав Шепарду тікати.
- Кірбі Ренд — начальник охорони «Фішгука».
- Аніта Ендрюс — психокінетик, жителька Гамільтона.

## Створення і вплив
Роман був серіалізований в журналі Analog Science Fiction and Fact (квітень — липень 1961) під назвою «Рибак» (англ. «The Fisherman»), проте в травні того ж року видавництво Doubleday видало роман в вигляді книжки під назвою «Час — найпростіша річ». Роман номінувався на премію «Г'юго» в 1962 році, але програв роману Роберта Гайнлайна «Чужинець на чужій землі». Роман перекладався на німецьку (1962), італійську (1962), іспанську (1964), французьку (1966), португальську (1968), голландську (1970), російську (1989) і українську (2018) мови.

## Переклад українською мовою
Презентація першого українського перекладу роману відбулася на фестивалі Book Forum Lviv в 2018 році.
- Кліффорд Сімак. Час — найпростіша річ. — Тернопіль: Навчальна книга - Богдан\Переклад Ю. Джугастрянської — 2018. — 248с. :іл. — (Серія «Горизонти фантастики») ISBN 978-966-10-5540-6